# Патріархія

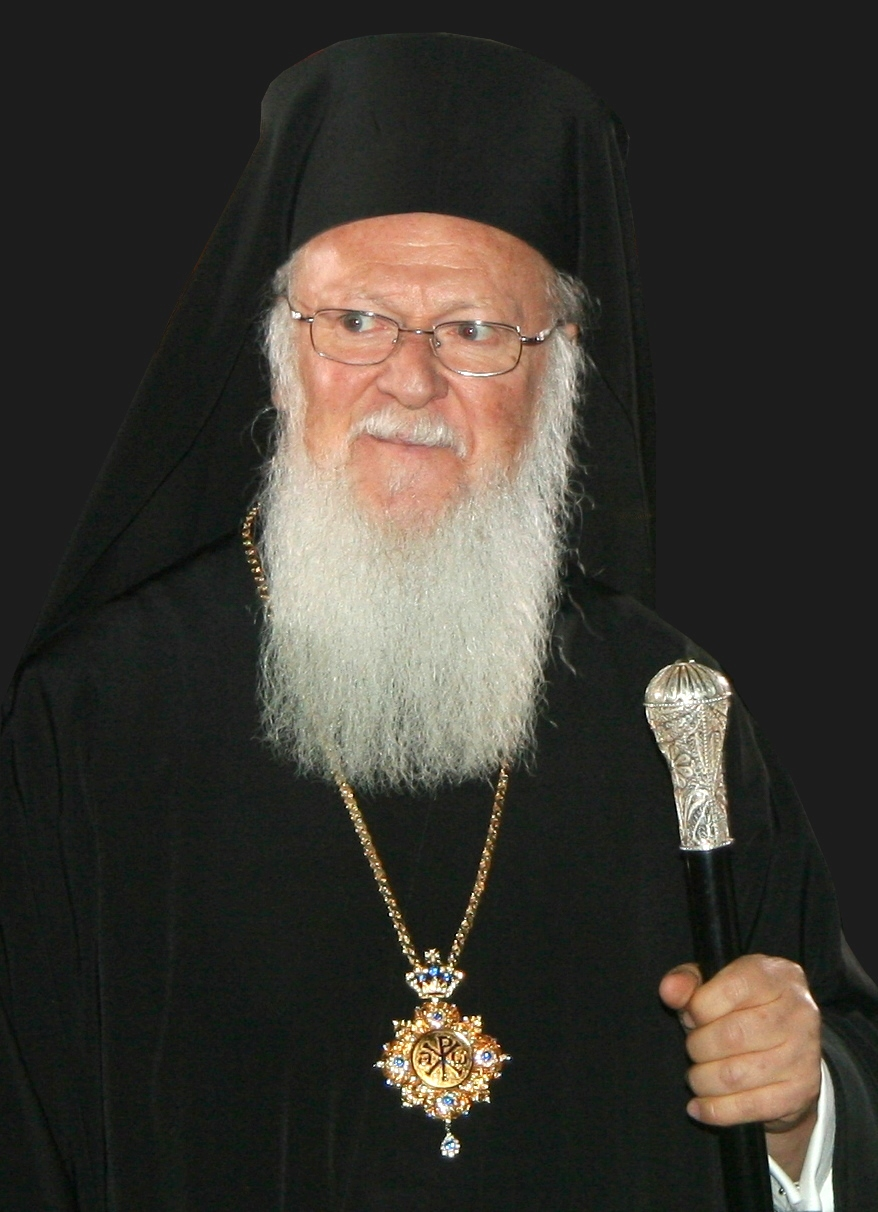
Вселенський патріарх Вартоломій I, який у Православ'ї має статус Primus inter pares

Патріа́рхія, або патріархат (від грец. πατήρ — «батько» і ἀρχή — «початок, влада») —  Термін походить від патріарх і позначає ту чи іншу помісну Церкву, перший єпископ якої має зазначений титул. У більш вузькому сенсі патріархат означає інститут патріаршества або церковно-канонічної юрисдикції того чи іншого патріарха. «Патріархія» ж у більш широкому значенні означає вищу духовну і адміністративну владу незалежних православних церков.

## Православні автокефалії (патріархії)
Давні східні православні патріархати, які колись складали пентархію (разом з Римом) згідно диптиху — Вселенський Константинополя, Александрійський, Антіохійський, Єрусалимський. Нові автокефальні патріархати — Московський, Сербський, Румунський, Болгарський, Грузинський.
Статус митрополії має Польська, Православна церква Чеських земель і Словаччини, Православна церква України, а архиєпископії Кіпрська, Грецька, Албанська та Македонська православна церква — Охридська архієпископія церкви.
На Московщині у 1589 році погрозами й хабарами Вселенським патріархом був установлений Московський патріархат. За царювання Петра І у 1721 році було ліквідоване — замінене державним управлінням церквами — священним синодом на чолі з оберпрокурором. Патріархат був відновлений православним помісним собором у 1917— 1918 роках. Проіснував до 1925 року. Потім знову був відновлений у 1943 році.
На сьогодні в Україні є єдина помісна Православна церква України, паралельно, де-факто на території України присутній Московський патріархат, яка має у своєму складі напівавтономну Українську православну церкву

## Патріархати в Католицькій церкві
У Католицькій церкві існують два типи патріархатів. 
У Латинській церкві титул патріарха є символічним та не дає їх носіям додаткових прав. Лише титул «патріарх Заходу», який до 2006 року входив до офіційної титулатури Папи Римського позначав його юрисдикцію над Церквою Заходу. Таким чином у Католицькій церкві три митрополії традиційно мають статус патріархатів, а єпископи, що їх очолюють, відповідно, титул патріархів: Патріархат Венеції, Патріархат Лісабона і Патріархат Єрусалима.
У східних католицьких церквах титул патріарха належить предстоятелю церкви sui iuris. На сьогодні цей титул мають глави Мелькітської греко-католицької, Маронітської, Сирійської, Халдейської, Коптської та Вірменської церков. Патріарший статус Української греко-католицької церкви на сьогодні очікує офіційного підтвердження з боку Святого престолу, проте у внутрішньому вжитку (в тому числі богослужбовому) українські греко-католики використовують цей титул з середини 1970-х років. Майже ідентичним до титулу патріарха в східних католицьких Церквах є титул Верховних Архиєпископів (за аналогією православних автокефальних архиєпископів Греції, Кіпру, Албанії або Північної Македонії).